# Yu Sun-bok
Yu Sun-Bok (coreano: 유순복: 2 de agosto de 1970) é uma ex-mesa-tenista norte-coreana.

## Carreira
Yu Sun-Bok representou seu país nos Jogos Olímpicos de 1992, na qual conquistou a medalha de bronze em duplas.